# Daniel Handler
Daniel Handler (* 28. února 1970 v San Francisku v Kalifornii) je americký spisovatel, scenárista a hráč na akordeon. Nejvíce známý pod svým literárním pseudonymem Lemony Snicket.
Snicket je autorem několika dětských knih. Jeho asi nejznámějším dílem je série knih pro děti Řada nešťastných příhod (A Series of Unfortunate Events), jež byla pod stejným názvem prvně zfilmována roku 2004. Režisérem byl Brad Silberling.
V knize Řada nešťastných příhod píše Lemony Snicket krátké komentáře z pohledu autora. Ve filmu autora hraje herec Jude Law, který dokumentuje události filmu u psacího stroje, zevnitř věžičky (česky ho namluvil Filip Blažek.)
Netflix později převedl film do seriálové podoby, kde si autora zahrál Patrick Warburton.

## Knihy
- The Basic Eight (1998)
- Watch Your Mouth (2000)
- How to Dress for Every Occasion, by the Pope (s ilustracemi Sarah "Pinkie" Bennett, pseudonym Lisy Brown) (2005)
- Adverbs (2006)
- Řada nešťastných příhod (A Series of Unfortunate Events, pod pseudonymem Lemony Snicket, knižní série vydávaná od roku 1999 do 2006)
- Horseradish: Bitter Truths You Can't Avoid (jako Lemony Snicket)
- The Beatrice Letters (jako Lemony Snicket, 2006)
- Lemony Snicket: Neautorizovaná autobiografie (The Unauthorized Autobiography, jako Lemony Snicket, 2002)
- The Latke Who Couldn't Stop Screaming (jako Lemony Snicket)
- The Lump of Coal (jako Lemony Snicket) (2008)
- The Composer is Dead (jako Lemony Snicket) (2009)
- 13 Words (jako Lemony Snicket) (ilustrace Maira Kalman) HarperCollins (2010)[1]

## Život Lemonyho Snicketa (knižní postava)
Lemony Snicket pocházel z rodiny se třemi dětmi. Jeho bratr Jacques (který byl zavražděn v 7. díle Zpustlá vesnice) a sestra Kit byli také členové organizace D. P. a přátelé rodičů Baudelairových. Jacques a Kit se v Řadě nešťastných příhod objevují jako podpůrné postavy. Lemony také v mládí poznal hraběte Olafa, s nímž chodil do školy. Společně s několika dalšími postavami ze série navštěvoval internátní školu provozovanou D. P. Později prošel výukou v ústředí D. P. v Nedílném pohoří a po ukončení studia nastoupil do zaměstnání v novinách zvaných Denní etiketa jako nekrologář a divadelní kritik.
Lemony Snicket se nešťastně zamiloval do herečky Beatrice Baudelairové. Lemony a Beatrice se jednou dokonce i zasnoubili, ale Beatrice z nejasných důvodů zásnuby zrušila a vrátila Lemonymu prsten spolu s dvousetstránkovým vysvětlením, proč se oba nemohli vzít. Beatrice údajně uhořela v požáru, který zničil dům Baudelairových. Snicket se často ve svých vyprávěních v narážkách o Beatrice zmiňuje a věnuje jí každou sérii z Řady nešťastných příhod.